# Vaktelmyrfågel
Vaktelmyrfågel (Myrmornis torquata) är en fågel i familjen myrfåglar inom ordningen tättingar.

## Utbredning och systematik
Fågeln placeras som enda art i släktet Myrmornis och delas in i två underarter:
- M. t. stictoptera – förekommer i det karibiska låglandet från östra Nicaragua till det allra nordvästra Colombia
- M. t. torquata – förekommer från östra Colombia till Guyanaregionen, nordöstra Peru och Amazonområdet i Brasilien

Sedan 2016 urskiljer Birdlife International och naturvårdsunionen IUCN stictoptera som den egna arten "nordlig praktmyrfågel". 

## Status
IUCN hotkategoriserar underarterna (eller arterna) var för sig, båda som livskraftiga.